# 鳡鱼彝族乡
鳡鱼彝族乡，是中华人民共和国四川省攀枝花市盐边县曾经下辖的一个民族乡。2019年12月，撤销鳡鱼彝族乡，将所属行政区域划归渔门镇管辖。

## 行政区划
鳡鱼彝族乡撤销前下辖以下地区：
鳡鱼社区村、大伙房村、大洼社区村、街道社区村、胜利社区村、小槽村、候家坪村、东风村、联合村、新建村、小石洼村、马鹿村、大村子村和岔河社区村。